# 안동 광흥사 동종
안동 광흥사 동종(安東 廣興寺 銅鍾)은 경상북도 안동시 광흥사에 있던, 16세기 조선의 구리 종이다. 2010년 2월 24일 대한민국의 보물 제1645호로 지정되었다.

## 개요
16세기 조선 중기 동종의 대표적인 작품이다. 비록 크기가 60cm정도에 불과한 중종(中鍾)이지만 전체적으로 보존 상태가 양호하며, 보살입상이 4면에 새겨져 있다.
15세기 후반의 해인사종(海印寺鐘, 1491년)을 마지막으로 16세기 중엽까지 범종의 제작은 갑자기 줄어드는 경향을 보이며 이를 반영하듯 아직까지 이 시기에 만들어진 기년명(紀年銘) 범종은 확인되지 않고 있다. 이 50~60년의 공백기를 지나면서 조선중기의 범종은 전대에 많이 만들어졌던 외래형인 중국종 양식을 따른 작품에서 점차 한국종과의 혼합을 이루는 혼합 범종으로 바뀌어 가며 또한 지극히 미미하게 계승되었던 한국 전통형을 따른 범종이 점차 확산되는 두 가지 양상을 보이게 된다. 이러한 과도기적 양상을 보이던 16세기를 지나 임란(壬亂)과 호란(胡亂)을 거치면서 17세기에 들어오면 이제 혼합형 종과 전통형 종이라는 두 가지의 커다란 양식으로 정착을 이루게 되어 조선후기 범종으로 자리매김하게 됨을 알 수 있다.
16세기에 만들어진 범종으로는 백련사종(白蓮寺鐘, 1569년), 안정사종(安靜寺鐘, 1580년)과 태안사종(泰安寺鐘, 1581년), 광흥사종(廣興寺鐘, 1583년), 갑사동종(甲寺銅鐘, 1584년)등이 알려져 있다. 이 가운데 광흥사종은 전통형을 주로 따른 작품으로 17세기 전형적인 전통형종으로 정착을 이루어 나가는 과도기적 경향을 보이는 점이 주목된다. 이러한 경향은 갑사동종이 중국종 양식을 따르면서도 한국종 양식을 가미하여 적절히 혼합을 이루는 데서도 잘 살펴볼 수 있다.
따라서 광흥사 동종은 현존 수량이 얼마 되지 않는 16세기 조선 중기의 대표적인 작품이라는 점에서 중요하게 평가된다. 비록 크기가 60cm정도에 불과한 중종(中鍾)이지만 전체적으로 보존 상태가 양호하며 세부의 문양은 일견 단순해 보이지만 매우 절제된 안정감을 보여준다. 특히 안정된 자세와 우아한 의습, 섬세한 보관과 얼굴을 지닌 보살입상은 4면에 새겨져 이 범종에서 가장 돋보이는 요소이기도 하다. 이 보살입상은 조선 전기 보살상에서 새롭게 변화되어 조선 중기의 불화에서 나타나는 보살입상의 양식적 특징을 공예적으로 잘 소화해 내고 있다.
기록된 명문에는 下柯山 賾菴寺에서 一百四十斤의 중량을 들여 제작되었다는 내용을 파악할 수 있으나 절의 원 소재지인 賾菴寺에 위치는 아직 정확히 확인할 수 없다. 아울러 종의 제작자로 기록된 주장(鑄匠) 김자산(金慈山) 그리고 화원(畵圓) 원오비구(元悟比丘)에서 볼 수 있듯이 사장(私匠)과 승장(僧匠)이 함께 힘을 모아 만들었다는 점도 파악할 수 있어 당시 장인 연구에 새로운 자료를 제공해 준다.
따라서 이 범종은 조선 중기 동종의 대표적인 특징과 양식을 잘 구비하고 있을 뿐 아니라 기록 된 명문의 내용을 통해 조선중기 장인사회 연구에 기여하는 바가 큰 점에서 국가 지정문화재 (보물)로 지정하여 보호할 가치가 있다고 평가되었다.

## 사진

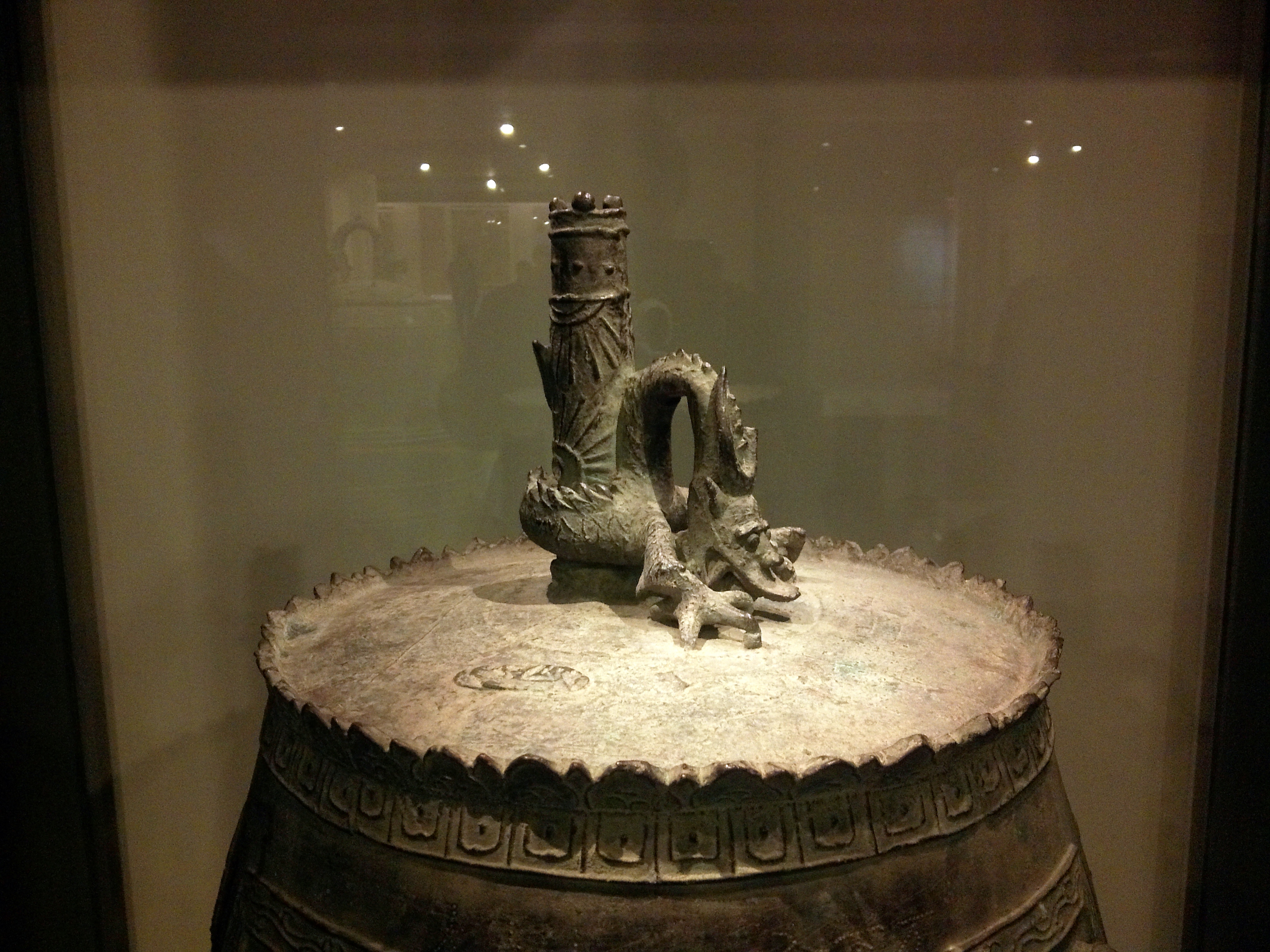
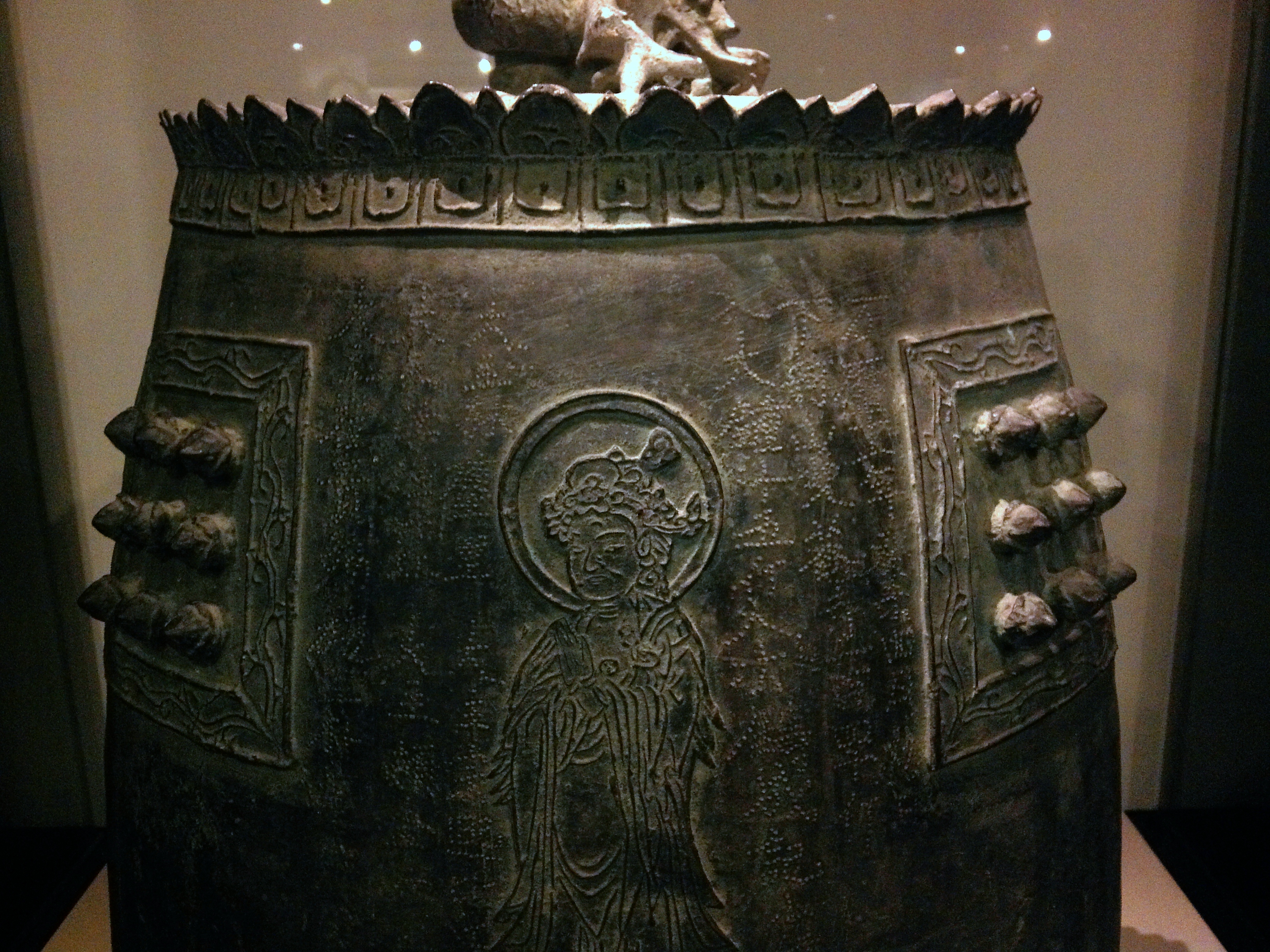
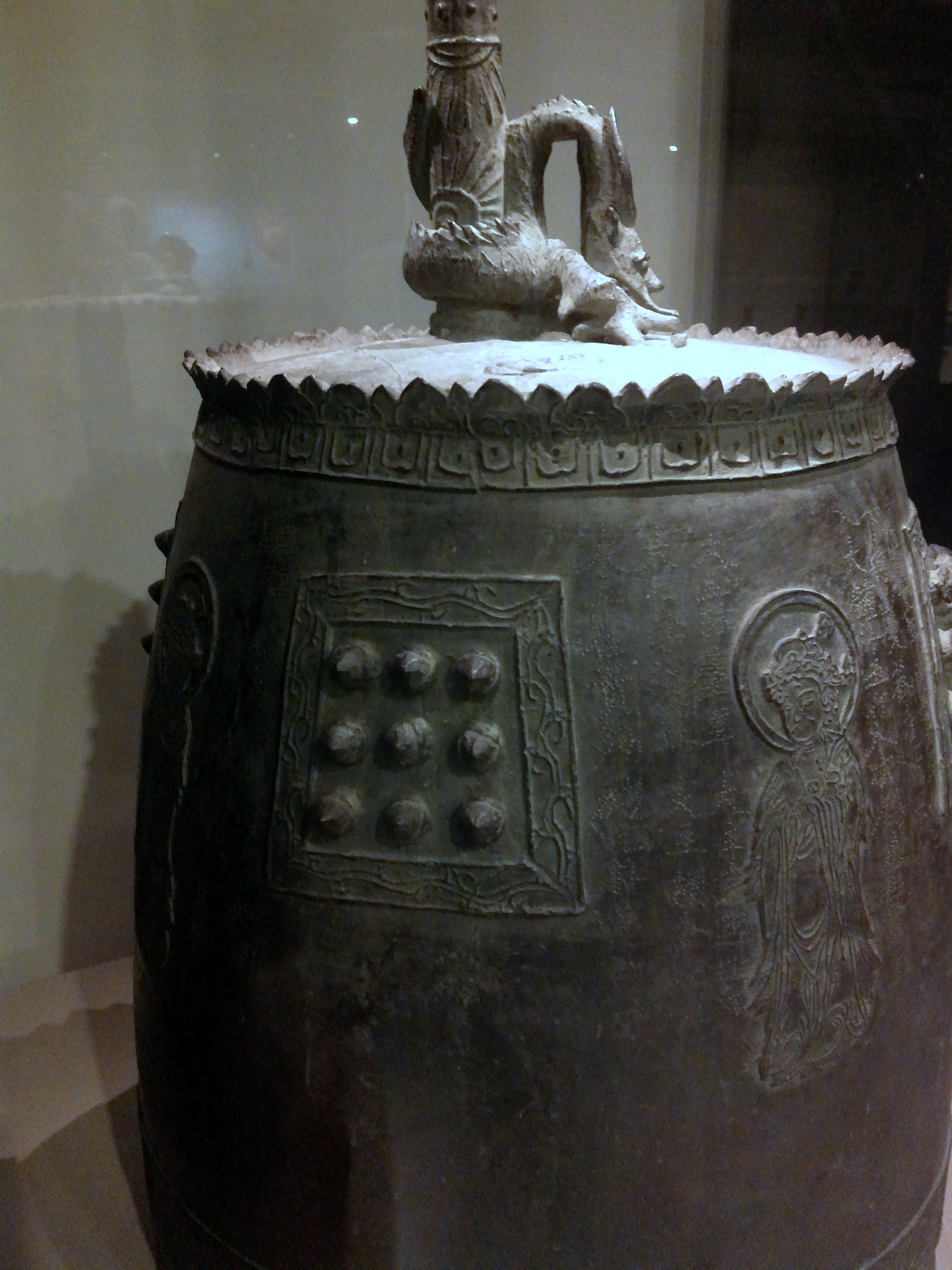
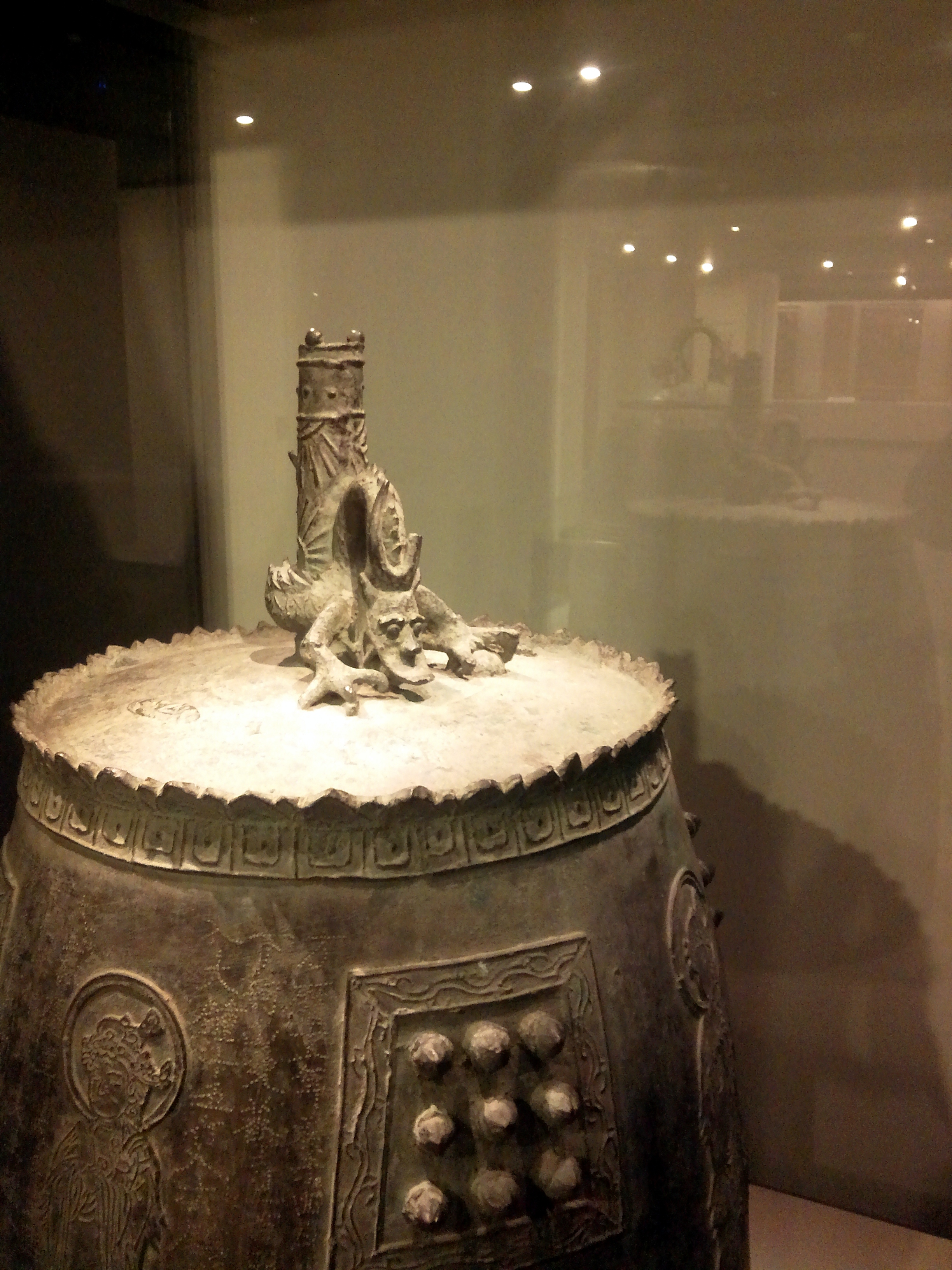